# Forcipomyia obesa
Forcipomyia obesa är en tvåvingeart som beskrevs av Lima 1928. Forcipomyia obesa ingår i släktet Forcipomyia och familjen svidknott. Inga underarter finns listade i Catalogue of Life.